# Kema (Weißer See)
Die Kema (russisch Кема) ist ein Zufluss des Weißen Sees in der Oblast Wologda im europäischen Norden von Russland.
Sie bildet den Abfluss des Kemskoje-Sees, der von der Soida gespeist wird. Die Kema fließt anfangs in südlicher Richtung. Dabei nimmt sie die Nebenflüsse Korba von rechts und Indomanka von links ab. Später wendet sie sich nach Westen und erreicht schließlich das nördliche Ende des Weißen Sees. Die Flusslänge beträgt 150 km. Das Einzugsgebiet umfasst 4480 km². Der mittlere Abfluss liegt bei 44,8 m³/s.
Die Kema ist zwischen Anfang November und Ende April gefroren.